# JR野江駅
JR野江駅（ジェイアールのええき）は、大阪府大阪市城東区野江三丁目にある、西日本旅客鉄道（JR西日本）おおさか東線の駅である。駅番号はJR-F06。

## 歴史
- 2018年（平成30年）7月24日：駅名が「JR野江駅」に決定[4]。仮称は「野江駅」であったが、接続駅である京阪電気鉄道の野江駅と区別するため「JR」を冠した[4][注 1]。
- 2019年（平成31年）3月16日：おおさか東線全線開通に伴い開業[1]。

## 駅構造

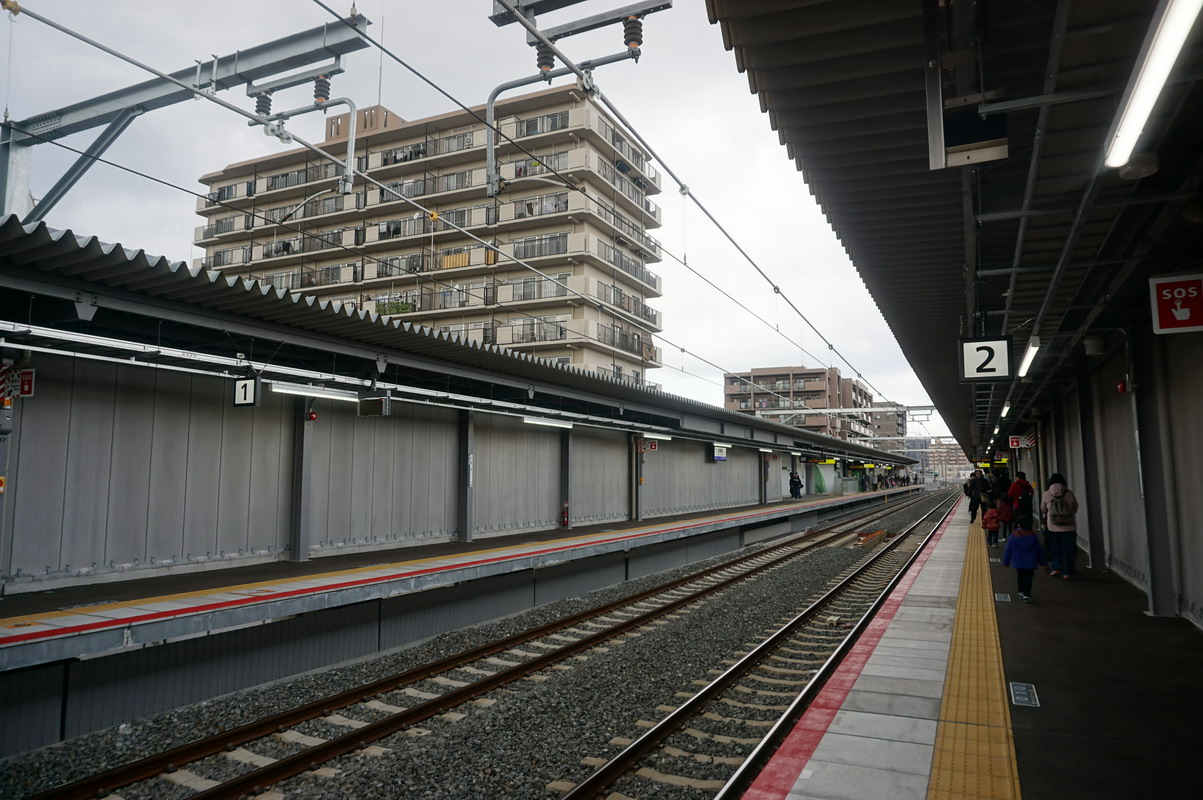
ホーム

相対式ホーム2面2線の高架駅で、8両編成対応。上屋は6両分。各ホームにエレベーターが1基、エスカレーターは各ホーム2基ずつ（上下）の計4基が設置されている。
放出駅が管理するJR西日本交通サービスによる業務委託駅であり、一部時間帯は無人となる。そのため改札機・券売機・精算機付近にはインターホンがあり、無人時間帯はコールセンターのオペレーターが対応し各種機器を遠隔制御している。駅のデザインコンセプトは「榎並猿楽」としている。
みどりの窓口は設置されず、みどりの券売機が設置されている。

### のりば
| のりば | 路線         | 行先             |
| ------ | ------------ | ---------------- |
| 1      | おおさか東線 | 新大阪・大阪方面 |
| 2      | おおさか東線 | 放出・久宝寺方面 |

## 利用状況
2023年（令和5年）度の1日平均乗車人員は6,562人である。
開業後の1日平均乗車人員は以下の通りである。
| 年度               | 1日平均 乗車人員 | 増減率 | 定期利用状況 | 定期利用状況 | 出典         |
| 年度               | 1日平均 乗車人員 | 増減率 | 1日平均      | 定期率       | 出典         |
| ------------------ | ---------------- | ------ | ------------ | ------------ | ------------ |
| 2019年（令和元年） | 4,217            |        | 2,177        | 51.6%        | [ 大阪府 1 ] |
| 2020年（令和02年） | 4,104            | -2.7%  | 2,493        | 60.7%        | [ 大阪府 2 ] |
| 2021年（令和03年） | 4,759            | 16.0%  | 2,914        | 61.2%        | [ 大阪府 3 ] |
| 2022年（令和04年） | 5,497            | 15.5%  | 3,295        | 59.9%        | [ 大阪府 4 ] |
| 2023年（令和05年） | 6,562            | 19.4%  | 3,904        | 59.5%        | [ 大阪府 5 ] |

## 駅周辺
- 京阪本線「野江駅」(約200m、徒歩3分)
- Osaka Metro谷町線「野江内代駅」(約600m、徒歩8分)
- 城東野江郵便局
- 野江幼稚園
- 大阪市立成育小学校
- 大阪市立蒲生中学校
- 大阪市立榎並小学校
- 野江水神社
- 大阪市立蒲生中学校
- コーナン関目店
- ライフコーポレーション関目店

## 隣の駅
西日本旅客鉄道（JR西日本）
 おおさか東線
■直通快速
通過
■普通
城北公園通駅 (JR-F05) - JR野江駅 (JR-F06) - 鴫野駅 (JR-F07)

### 記事本文